# Mimostrangalia dulcis
Mimostrangalia dulcis là một loài bọ cánh cứng trong họ Cerambycidae.